# Parafia Wniebowzięcia Najświętszej Maryi Panny i Świętej Barbary w Starych Skoszewach
Parafia Wniebowzięcia Najświętszej Maryi Panny i Świętej Barbary w Starych Skoszewach – parafia rzymskokatolicka znajdująca się w archidiecezji łódzkiej w dekanacie brzezińskim.
Parafię prowadzą księża diecezjalni. W 2007 parafię objął ks. Andrzej Warszewik. Od 2018 proboszczem parafii jest ks. Robert Batolik.